# Kálmán László (kosárlabdázó)
Kálmán László (Körmend, 1972. december 20. –) 78-szoros válogatott kosárlabda-játékos, edző.

## Karrierje
1984-től 1992-ig a Körmend,1992-től visszavonulásáig, 2013-ig a Falco KC Szombathely csapatát erősítette. Az 1990-es évek végén és a 2000-es évek elején Kálmán László 78 alkalommal volt válogatott. Tiszteletére a csapat visszavonultatta az általa viselt 8-as számú mezt. Visszavonulása után a szombathelyi csapat vezetőedzője lett.

## Sikerei
- Magyar bajnok: 2008
- Bajnoki ezüstérmes: 1999, 2012
- Bajnoki bronzérmes: 2000, 2002
- Magyar Kupa ezüstérmes: 1998, 2008, 2009, 2010
- Magyar Kupa bronzérmes: 1997, 2005
- 78x válogatott
- 9x Allstar: 1996, 1998, 1999, 2000, 2002, 2003, 2004, 2005, 2006
- 4x Az év játékosa

## Klubjai játékosként
- 1992-2013: Falco KC Szombathely (NB I/A)[1]
- 2013-2014 és 2016-2018: Pápai KC (NB I/B)

## Klubjai edzőként
- 2014-2016  Falco KC Szombathely (vezetőedző)[2]